# Confessions of a Co-Ed
Confessions of a Co-Ed – amerykański film z 1931 roku w reżyserii Davida Burtona i Dudleya Murphy'ego.

## Fabuła
Młoda Patricia Harper (Sylvia Sidney) zakochuje się w koledze z uczelni, Danie (Phillips Holmes). Chłopak jest znanym uwodzicielem, dlatego jego była dziewczyna, Peggy (Claudia Dell), ostrzega Patricię. Dziewczyna postanawia umówić się z chłopcem po raz ostatni i zakończyć znajomość. Podczas spotkania para wpada w ręce policji. Patricia, która wzięła całą winę na siebie zostaje wydalona ze szkoły. Zakochany w niej Hall (Norman Foster) oferuje jej pomoc. Dan jednak nie rezygnuje z Pat i dziewczyna zachodzi z nim w ciążę.

## Obsada
- Phillips Holmes jako Dan Carter
- Sylvia Sidney jako Patricia Harper
- Norman Foster jako Hal Evans
- Claudia Dell jako Peggy
- Martha Sleeper jako Lucille
- Florence Britton jako Adelaide
- Bing Crosby jako piosenkarz
- Dorothy Libaire jako Mildred Stevens
- Marguerite Warner jako Sally
- George Irving jako College President
- Winter Hall jako Dean Winslow
- Eulalie Jensen jako Dean Marbridge
- Bruce Coleman jako Mark